# Tachydromia minima
Tachydromia minima är en tvåvingeart som först beskrevs av Becker 1900.  Tachydromia minima ingår i släktet Tachydromia och familjen puckeldansflugor. Inga underarter finns listade i Catalogue of Life.